# Scott Smith
Scott David Smith (ur. 6 marca 1975 w Christchurch) – nowozelandzki piłkarz, grający podczas kariery na pozycji obrońcy.

## Kariera klubowa
Scott Smith podczas występował w prowincjonalnych angielskich klubach. Najbardziej znanym klubem w jego karierze był trzecioligowy Rotherham United, w którym występował w latach 1993–1997. Karierę zakończył w 2007 roku w Bisley Sports, który występował w Hellenic Division One East (10. liga angielska).

## Kariera reprezentacyjna
W reprezentacji Nowej Zelandii Smith zadebiutował 4 lutego 1998 w zremisowanym 0-0 meczu z Chile. W 1999 roku wystąpił w Pucharze Konfederacji, na którym Nowa Zelandia odpadła w fazie grupowej. Na turnieju w Meksyku wystąpił w meczu z USA. W 2000 roku wystąpił w Pucharze Narodów Oceanii, na którym Nowa Zelandia zajęła drugie miejsce. Smith wystąpił w trzech meczach z Tahiti, Wyspami Salomona i Australią.
W 2001 roku uczestniczył w eliminacjach Mistrzostw Świata 2002. W 2002 roku ponownie wystąpił w Pucharze Narodów Oceanii, który Nowa Zelandia wygrała. Smith wystąpił w dwóch meczach z Tahiti i Papuą-Nową Gwineą. W 2003 roku wystąpił w Pucharze Konfederacji, na którym Nowa Zelandia odpadła w fazie grupowej. Na turnieju we Francji wystąpił w meczu z Francją, który był jego ostatnim meczem w reprezentacji. Ogółem w latach 1998–2003 w reprezentacji wystąpił w 28 meczach.